# نيجيما
ني-جيما (باليابانية: 新 島) هي جزيرة يابانية بركانية، تديرها حكومة مدينة طوكيو. وهي واحدة من سبع جزر شمالية لأرخبيل إيزو ضمن مجموعات جزر إيزو السبع، وتقع على بعد حوالي 163 كم (101 ميلًا) جنوب طوكيو و36 كم (22 ميلًا) جنوب شيمودا التابعة لمحافظة شيزوكا. وتعتبر الجزيرة أكبر مكان مأهول من قرية نيجيما، التابعة لفرع محافظة أوشيما في طوكيو، والتي تضم أيضًا جزيرتي شيكيني-جيما المجاورة وجيناي تو الصغيرة غير المأهولة. تقع ني-جيما أيضًا داخل حدود حديقة إيزو فوجي هاكوني الوطنية.
فيما مضى، كان الطرف الجنوبي لني-جيما موقعًًا سابقًا لإطلاق الصواريخ التجريبية.

## موقعها الجغرافي
لا يبدو شكل ني-جيما الممدود رأسيًا شكلًا عتياديًا بين جزر إيزو. ويبلغ طولها حوالي 11 كم (6.8 ميل) وعرضها 2.5 كم (1.6 ميل) وتبلغ مساحتها 23.87 كم2. تتكون الجزيرة من ثماني قمم من الحمم البركانية الريوليتية في مجموعتين عند الطرفين الشمالي والجنوبي للجزيرة، يفصل بينهما برزخ منخفض مسطح. تم تشكيل مجمع موكاي-ياما (向 山) في الجزء الجنوبي من الجزيرة وقبة الحمم البركانية آتشي-ياما في الطرف الشمالي خلال الانفجارات التاريخية الوحيدة لبراكين ني-جيما في القرن التاسع الميلادي. يحتوي الطرف الشمالي أيضًا على جبل مياتسوكو-ياما (宮 塚 山)، أعلى نقطة في الجزيرة، بارتفاع 432 م (1.417 قدمًا). تحوي قبة آتشياما الريوليتية وقبة واكاغو ذات الرواسب البازلتية المجاورة والناشئتان عن الحمم البركانية على صخر دخيل نادر مكون من الغابرو. نشأت هذه الشظايا الصخرية الغابروية من أجسام الصهارة التي كانت تقع تحت البراكين الريوليتية. تعتبر جزيرتا شيكيني-جيما وجيناي-تو جزءًا من نفس المجمع، وتشكلان جزيرتين منفصلتين إلى الجنوب الغربي وإلى الغرب من ني جيما. منحت الحمم الريوليتية الجزيرة منحدراتها البيضاء الشهيرة وشواطئها الرملية البيضاء.
والجزيرة عرضة للزلازل فوفقًا لخريطة المسح الجيولوجي الأمريكية، يبلغ متوسط تعرض المنطقة المحيطة بجزيرة ني-جيما للزلازل إلى 10-20 زلزالًا، بقوة 5 ريختر أو أكثر، كل عام. ومع ذلك، فإن الأسطورة المتداولة في كثير من الأحيان بأن ني-جيما وشيكيني-جيما كانتا في يوم من الأيام جزيرة واحدة انفصلت بسبب التسونامي الهائل الناجم عن زلزال غنروكو في 1703 م، لا أساس جيولوجي لها.
في 13 أغسطس 2021 ونتيجة الثوران الهائل لبركان فوكوتوكو-أوكانوبا الواقع في جزر بونين تشكلت جزيرة بركانية حملت اسم نيجيما أيضًا.

## وصلات خارجية
- الموقع الرسمي لقرية نيجيما باللغة اليابانية
- نيجيما - وكالة الأرصاد الجوية اليابانية باللغة اليابانية
- "نيجيما: الفهرس الوطني للبراكين النشطة في اليابان" (PDF). مؤرشف من الأصل (PDF) في 2022-12-22. - وكالة الأرصاد الجوية اليابانية باللغة الإنجليزية
- مجموعة براكين نيجيما - هيئة المسح الجيولوجي اليابانية باللغة الإنجليزية